# 800 p.n.e.
| [ Edytuj tabelę ] |                                                                      |
| Król Asyrii       | - 811 p.n.e. Adad-nirari III 783 p.n.e.                              |
| Król Aten         | - 825 p.n.e. Tespieusz 797 p.n.e.                                    |
| Władca Chin       | - 827 p.n.e. Xuanwang 782 p.n.e.                                     |
| Władca Egiptu     | - 837 p.n.e. Szeszonk III 785 p.n.e. - 816 p.n.e. Iuput I 800 p.n.e. |
| Król Izraela      | - 814 p.n.e. Joachaz 798 p.n.e.                                      |
| Król Judy         | - 835 p.n.e. Joasz 796 p.n.e.                                        |
| Król Tyru         | - 820 p.n.e. Pigmalion 774 p.n.e.                                    |
| Władca Urartu     | - 810 p.n.e. Menua 786 p.n.e.                                        |

Rok 800 p.n.e.
stulecia: IX wiek p.n.e. ~
VIII wiek p.n.e. ~
VII wiek p.n.e.

lata: 810 p.n.e. «
804 p.n.e. «
803 p.n.e. «
802 p.n.e. «
801 p.n.e. «
800 p.n.e. »
799 p.n.e. »
798 p.n.e. »
797 p.n.e. »
796 p.n.e. »
790 p.n.e.

## Wydarzenia
Europa
- Fenicjanie założyli osady na Malcie. (data przybliżona)
- Pierwsze osady na wzgórzach Palatynu, Kwirynału i Eskwilinu, w miejscu późniejszego Rzymu[1].

## Zmarli
- Iuput I, faraon.